# Borgundkaupangen

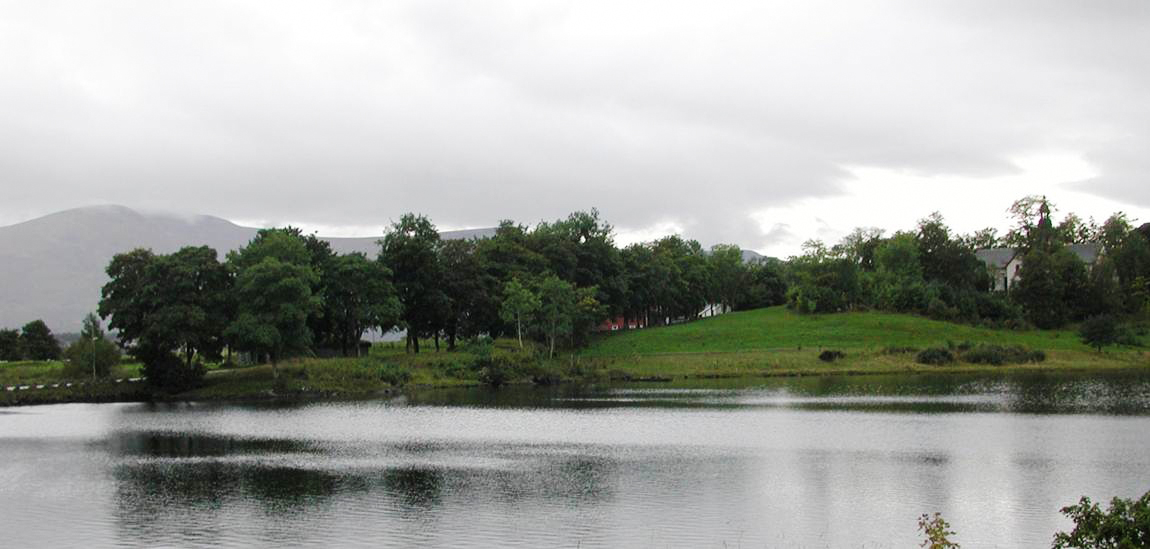
Borgundkaupangen, 2012

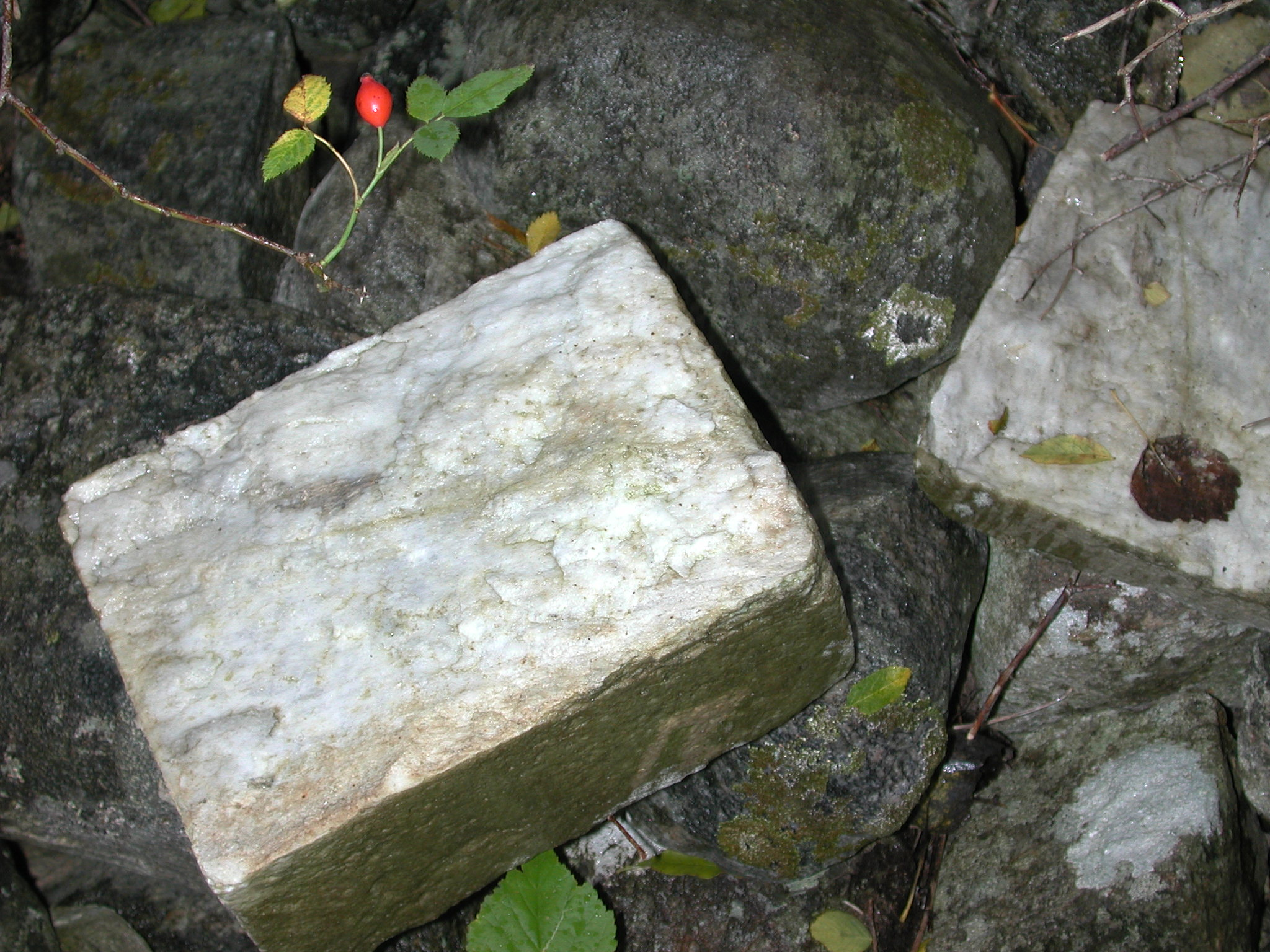
Marmor Borgund, 2010

Borgundkaupangen, auch Borgund genannt, war im Mittelalter eine Handelsstadt (kaupang bedeutet Handelsort mit städtischem Charakter). Sie befand sich in der Region Sunnmøre, in der Nähe von Ålesund, in Norwegen. Diese Stadt entstand in der Wikingerzeit und hatte ihre Blütezeit im 13. Jahrhundert. Am Anfang des 14. Jahrhunderts begann der Niedergang der Stadt, bis sie im 16. Jahrhundert verschwand.
Die Siedlung blieb viele hundert Jahre unentdeckt und der Ort wurde hauptsächlich um 1950 bis 1960 ausgegraben. Diese Ausgrabungen belegen, zusammen mit schriftlichen Quellen, dass Borgund eine reiche Handelsstadt war. Spuren weisen auf drei marmorne Kirchen hin und in schriftlichen Dokumenten sind mindestens vier Kirchen namentlich erwähnt. Darüber hinaus existierte ein großer Friedhof mit über 300 christlichen Gräbern aus dem 11. Jahrhundert, was darauf hinweist, dass Borgund auch ein religiöses Zentrum gewesen sein muss. Die ältesten gefundenen Häuser und Kaianlagen, errichtete man in den Jahren vor 1050.
Grundlage der Hafenstadt war die Kabeljaufischerei am Borgundfjord. Mindestens ebenso wichtig war die Eisenproduktion, aber auch Viehwirtschaft wurde betrieben. Zudem hatte Borgund eine zentrale Lage in Sunnmøre und stand unter der Schirmherrschaft der mächtigen Adelsfamilie Giske. Ausgegraben wurden außer zwei bis drei anderen Hütten eine alte Årestue, in der sich ähnlich der färöischen Roykstova ein großer Raum mit offener Feuerstelle und einer Öffnung im Dach befand. Ein neuzeitlicher Bau zeigt Ausstellungen zur Geschichte der Handelsstadt. Die Anlage ist ein Teil des Sunnmøre Museums in Ålesund.